# 폭스 해협

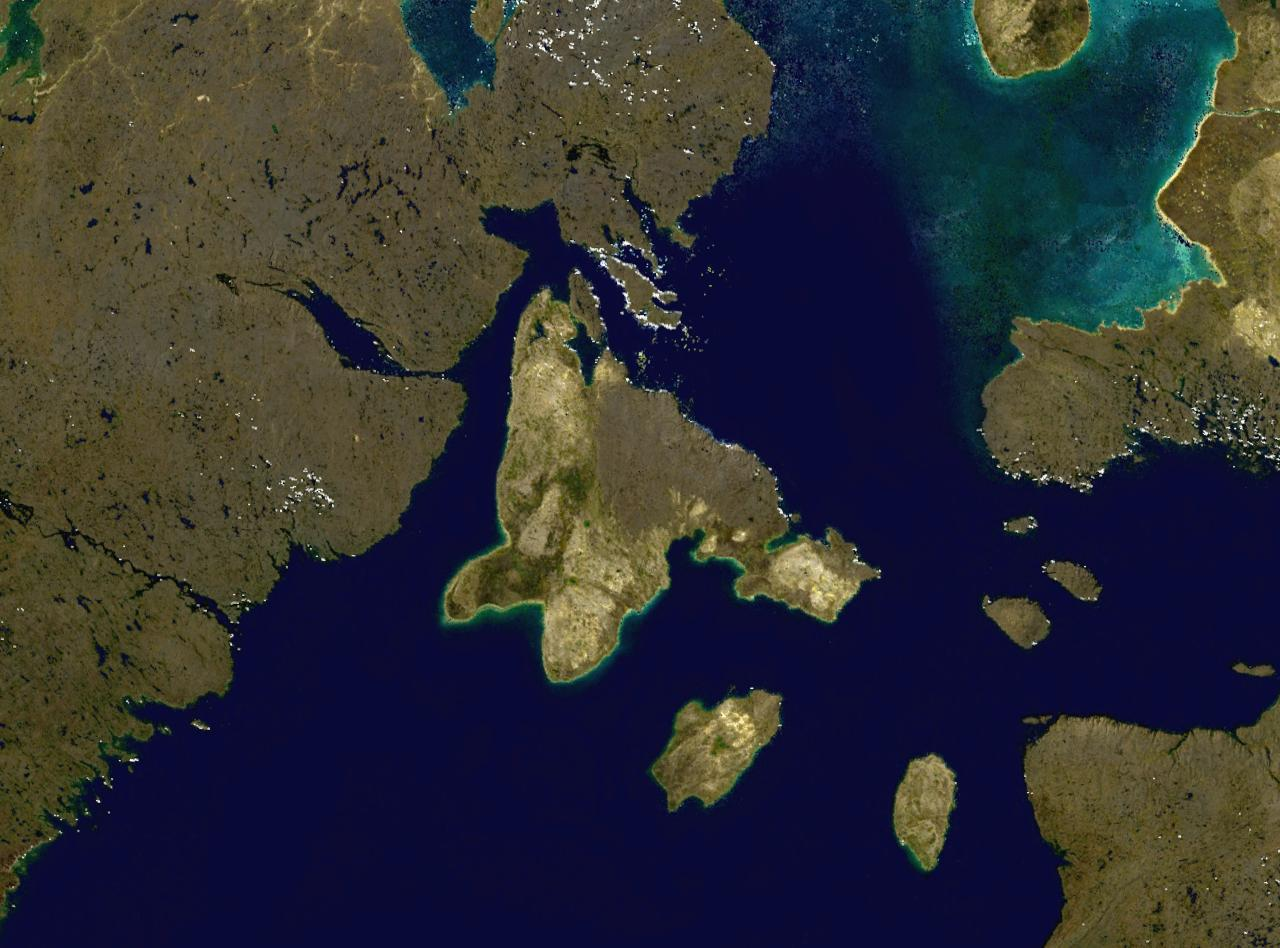

폭스 해협(영어: Foxe Channel, 북위 65° 0′  서경 80° 00′  / 북위 65.000°  서경 80.000° )은 캐나다의 해협이다. 해협의 동쪽은 배핀섬의 폭스 반도이고, 서쪽은 사우샘프턴섬이다.
1631년 이곳에 도착한 영국의 탐험가 루크 폭스의 이름을 땄다.